# Cane dei Sarakatsani
Il cane dei Sarakatsani, anche noto come ovcharsko kuche o molosso di Tracia, è una razza canina molossoide (tipo cane da montagna) molto antica, originaria della Bulgaria, attualmente non riconosciuta dalla FCI. In tempi recenti, la razza è stata fatta oggetto di incroci con altri molossoidi centro-asiatici (es. Cane da pastore dell'Asia centrale) per selezionare una nuova razza: il "Cane da pastore bulgaro".

## Storia

### Origini
La razza originò in tempi molto antichi dall'archetipo razziale dei molossoidi, un grande cane da montagna selezionato in epoca protostorica nel Medioriente (fond. nella Mezzaluna Fertile), dove la nascente pastorizia aveva evidenziato la necessità di selezionare un grosso cane difensore del gregge, evolutosi durante l'Età del ferro come cane da guerra/palazzo nelle prime grandi civiltà (assiri, babilonesi, ittiti, egizi). Dalla Mesopotamia, il molossoide si diffuse verso il Mediterraneo originando diversi ceppi locali (dei quali il più famoso fu il "Molosso" d'Epiro da cui il gruppo di razze prese il nome): tutti cani accomunati da una certa tipologia caratteriale (forte, dominante, territoriale e protettiva verso la famiglia umana) ma con varianti morfologiche dovute alle diversità climatiche e del territorio.

L'etnia greca nomade dei Sarakatsani (gr. Σαρακατσάνοι) legò il proprio nome ad una di queste razze, ribattezzata appunto "Cane dei Sarakatsani", forse diretta discendente di una forma di molossoide selezionata dagli antichi Traci.